# Tour de la Comunidad Europea 1988
La 26.ª edición del Tour del Porvenir (nombre oficial en francés: Tour de la Communauté Européenne o en español Tour de la CEE) fue una carrera de ciclismo en ruta por etapas que se celebró entre el 8 y el 20 de septiembre de 1988 con inicio en Franconville (Francia) y final en Luxemburgo. La carrera recorrió un total de 4 países (Francia, Bélgica, Alemania Occidental y Luxemburgo) sobre una distancia total de 1897,6 kilómetros.
La carrera fue ganada por el ciclista francés Laurent Fignon del equipo Système U. El podio lo completaron el ciclista francés Gérard Rue también del equipo Système U y el ciclista noruego Olaf Lurvik del equipo Z-Peugeot.

## Equipos participantes
Tomaron parte en la carrera 18 equipos de 6 corredores cada uno de los cuales 12 fueron equipos nacionales, 2 equipos mixtos amateur-profesional y 4 equipos profesionales:
| Equipos profesionales (4) - Lotto-Eddy Merckx - SEFB-Tonissteiner - Système U - Z-Peugeot Equipos nacionales amateur (12) - Alemania Occidental - Bélgica - Checoslovaquia - Colombia - Estados Unidos - Francia - Reino Unido - Irlanda - Italia - Portugal - Países Bajos - Unión Soviética Equipos mixtos amateur-profesional (2) - Mixto Dinamarca-Luxemburgo - Mixto España-Caja Rural |  |
| |  |

## Etapas
| Etapa      | Fecha     | Recorrido                  | Distancia (km) | Ganador           | Líder          |
| ---------- | --------- | -------------------------- | -------------- | ----------------- | -------------- |
| 1.ª etapa  | 9 de sep  | Franconville – Douai       | 194            | Johan Bruyneel    | Johan Bruyneel |
| 2.ª etapa  | 10 de sep | Douai – Fontaine-au-Pire   | 56,5           | Lotto-Eddy Merckx | Gérard Rué     |
| 3.ª etapa  | 10 de sep | Fontaine-au-Pire – Roubaix | 88             | Philippe Louviot  | Gérard Rué     |
| 4.ª etapa  | 11 de sep | Leers – Bruselas           | 163,2          | Pascal Peyramaure | Gérard Rué     |
| 5.ª etapa  | 12 de sep | Bruselas – Lieja           | 193,2          | Gérard Guazzini   | Gérard Rué     |
| 6.ª etapa  | 13 de sep | Lieja – Colonia            | 193,2          | Ludwig Willems    | Gérard Rué     |
| 7.ª etapa  | 14 de sep | Coblenza – Mannheim        | 205,8          | Koen Vekemans     | Gérard Rué     |
| 8.ª etapa  | 15 de sep | Mannheim – Estrasburgo     | 211,4          | Dominik Krieger   | Gérard Rué     |
| 9.ª etapa  | 16 de sep | Estrasburgo – Estrasburgo  | 168,3          | Laurent Fignon    | Gérard Rué     |
| 10.ª etapa | 17 de sep | Estrasburgo – Luxemburgo   | 196,3          | Peter Roes        | Gérard Rué     |
| 11.ª etapa | 18 de sep | Luxemburgo – Luxemburgo    | 196,6          | Nico Roose        | Gérard Rué     |
| 12.ª etapa | 18 de sep | Luxemburgo – Luxemburgo    | 31,1           | Vladímir Pulnikov | Laurent Fignon |

## Clasificaciones finales
Las clasificaciones finalizaron de la siguiente forma:

### Clasificación general
| Clasificación general |                   |                   |                  |
| Ciclista              | Ciclista          | Equipo            | Tiempo           |
| --------------------- | ----------------- | ----------------- | ---------------- |
| 1.º                   | Laurent Fignon    | Système U         | 44 h 06 min 40 s |
| 2.º                   | Gérard Rue        | Système U         | + 1 min 04 s     |
| 3.º                   | Olaf Lurvik       | Z-Peugeot         | + 2 min 27 s     |
| 4.º                   | Václav Toman      | Checoslovaquia    | + 2 min 37 s     |
| 5.º                   | Sébastien Flicher | Francia           | + 2 min 39 s     |
| 6.º                   | Johan Bruyneel    | SEFB-Tonissteiner | + 3 min 38 s     |
| 7.º                   | Vladimir Pulnikov | Unión Soviética   | + 3 min 45 s     |
| 8.º                   | Laurent Jalabert  | Francia           | + 6 min 03 s     |
| 9.º                   | Pascal Peyramaure | Z-Peugeot         | + 8 min 35 s     |
| 10.º                  | Miroslav Lipták   | Checoslovaquia    | + 9 min 14 s     |

### Clasificación por puntos
| Clasificación por puntos |                    |                   |        |
| Ciclista                 | Ciclista           | Equipo            | Puntos |
| ------------------------ | ------------------ | ----------------- | ------ |
| 1.º                      | Laurent Jalabert   | Francia           |        |
| 2.º                      | Johan Bruyneel     | SEFB-Tonissteiner |        |
| 3.º                      | Vladimir Poulnikov | Unión Soviética   |        |

### Clasificación de la montaña
| Clasificación de la montaña |                |           |        |
| Ciclista                    | Ciclista       | Equipo    | Puntos |
| --------------------------- | -------------- | --------- | ------ |
| 1.º                         | Carlos Pereira | Portugal  |        |
| 2.º                         | Álvaro Mejia   | Colombia  |        |
| 3.º                         | Laurent Fignon | Système U |        |

### Clasificación por equipos
| Clasificación por equipos |                 |        |
| Equipo                    | Equipo          | Tiempo |
| ------------------------- | --------------- | ------ |
| 1.º                       | Système U       |        |
| 2.º                       | Z-Peugeot       |        |
| 3.º                       | Unión Soviética |        |